# Moussey, Moselle
Moussey là một xã trong vùng Grand Est, thuộc tỉnh Moselle, quận Sarrebourg, tổng Réchicourt-le-Château. Tọa độ địa lý của xã là 48° 40' vĩ độ bắc, 06° 46' kinh độ đông. Moussey nằm trên độ cao trung bình là 250 mét trên mực nước biển, có điểm thấp nhất là 236 mét và điểm cao nhất là 280 mét. Xã có diện tích 7,89 km², dân số vào thời điểm 2004 là 611 người; mật độ dân số là 77,3 người/km². Moussey nằm 21 km về phía tây của Sarrebourg, thuộc Pháp từ năm 1681.

## Thông tin nhân khẩu
| 1962  | 1968  | 1975 | 1982 | 1990 | 1999 |
| ----- | ----- | ---- | ---- | ---- | ---- |
| 1.028 | 1.058 | 987  | 802  | 721  | 644  |